# Младосербы
Младосе́рбы (в.-луж. Młodoserbja) — движение серболужицкого студенчества в 1870-е годы.
Сгруппировались вокруг основанного ими журнала «Lipa Serbska» (1876—1881). Непосредственным поводом для объединения серболужицкой молодёжи послужила работа немецкого этнографа Р. Андре «Вендские путевые заметки» (1874), в которой лужицкие сербы назывались «этнографическим курьёзом» без истории и культуры, и утверждалось об их скорейшей германизации. Идейным ядром движения выступали студенты Пражского и Лейпцигского университетов, среди которых был Я. Барт-Чишинский, А. Мука и Я. А. Голан. Очерк Я. Барта «Голоса из Лужицы к лужичанам» (1877—1878) стал манифестом нового культурного движения. В этом очерке Я. Барт упрекал «старосербов» за то, что они ослабили заботу о серболужицком языке, допустили в него слова-германизмы. В 1882 году «младосербы» и «старосербы» объединились в журнале «Лужица». На сторону молодёжи встал Я. А. Смолер. Оппозиционная программа «младосербов» была направлена на сохранение целостности серболужицкого народа. Для воплощения программы в жизнь они стремились укрепить духовную связь крестьянства и интеллигенции. «Младосербы» организовывали молодёжные праздники, сходки, концерты, любительские театральные представления.